# Музика Костянтин Олександрович
Костянтин Олександрович Музи́ка (7 лютого 1956, Львів — 23 червня 1999, Київ) — український графік; член Спілки радянських художників України з 1987 року. Чоловік графіка Ганни Журновської.

## Біографія
Народився 7 лютого 1956 року в місті Львові (нині Україна). Син художника Миколи Музики. 1980 року закінчив Київський художній інститут, де навчався у майстерні Василя Чебаника.
Після здобуття фахової освіти працював на Київському комбінаті монументально-декоративного мистецтва; з 1982 року — у видавництві «Веселка», де протягом 1984—1986 років обіймав посаду художнього редактора. Заснував і протягом 1996—1999 років очолював книговидавничі фірми «АРС КРАІЕ» та «Гном Лтд». Мешкав у Києві в будинку на вулиці Курганівській, № 3, квартира № 57. Помер у Києві 23 червня 1999 року.

## Творчість
Працював у галузях книжкової і станкової графіки, у техніках офорту, акварелі, акватинти, літографії, ліногравюри. Серед робіт:
- графіка: «Осінь» (1976), «Сонячне дитинство» (1977), «Художник В. Попов» (1978);
- серії ліногравюр за поемами Тараса Шевченка «Гайдамаки» і «Катерина» (обидві — 1980–1990-ті);
- ілюстрації до книги «Подорож з Петербурга до Москви» Олександра Радищева (1980-ті);

- художнє оформлення:
  - книги «Повести и рассказы» (1980) та «Великі сподівання» (1986) Чарльза Діккенса, «Необыкновенные приключения Каспара Шмека» А. Веддінґа (1982), «Рассказы» Антона Чехова (1984);
  - роману «Верді» Франца Верфеля (1989);
  - збірки «За морями-океанами» (1985), «Нагороди України» (1996, томи 1–3), «Гроші в Україні: факти і документи» (1998).

Брав участь у всеукраїнських мистецьких виставках з 1977 року.